# بوفالو گپ (ویرجینیا)
بوفالو گپ (به انگلیسی: Buffalo Gap) یک منطقهٔ مسکونی در ایالات متحده آمریکا است که در شهرستان آگاستا، ویرجینیا واقع شده‌است. بوفالو گپ ۵۴۲٫۸۶ متر بالاتر از سطح دریا واقع شده‌است.